# إيكوارا
إيكوارا بلدية في ولاية باهيا في المنطقة الشمالية الشرقية من البرازيل.